# Girls (EP của Aespa)
Girls là EP thứ hai của nhóm nhạc nữ Hàn Quốc Aespa. EP được phát hành thông qua SM Entertainment và Warner Records vào ngày 8 tháng 7 năm 2022. Album bao gồm sáu bài hát và trước đó là một đĩa đơn quảng bá "Illusion", và hai đĩa đơn chính thức: "Life's Too Short" (bản Tiếng Anh) và "Girls". Phiên bản kỹ thuật số cũng bổ sung các đĩa đơn đã phát hành trước đó của nhóm bao gồm "Black Mamba", "Forever" và "Dreams Come True".
Girls đã thành công về mặt thương mại và ra mắt ở vị trí số một trên Circle Album Chart của Hàn Quốc với 1.426.487 bản được bán trong tuần đầu tiên phát hành, đánh dấu album quán quân thứ hai của Aespa trên bảng xếp hạng và là album bán chạy nhất của nhóm cho đến nay. Vào tháng 9, EP đã được chứng nhận Triệu bởi Hiệp hội Nội dung Âm nhạc Hàn Quốc (KMCA) vì đã bán được hơn 1.000.000 bản. Bán được hơn 1.610.000 bản trong thời gian đặt hàng trước, EP đã trở thành album bán chạy nhất của Aespa cho đến nay; vượt qua kỷ lục do Savage nắm giữ trước đó (2020). EP cũng ra mắt ở vị trí thứ ba trên Billboard 200 với 56.000 đơn vị album tương đương, trở thành bài hát thứ hai và cao nhất của nhóm trên bảng xếp hạng.

## Bối cảnh và phát hành
Vào ngày 1 tháng 6 năm 2022, một đoạn teaser đánh dấu việc phát hành đĩa mở rộng sắp tới (EP) của Aespa đã được đăng trên các tài khoản mạng xã hội khác nhau của nhóm. Đoạn teaser là một video ngắn với "toàn cảnh dãy núi kỹ thuật số" và một sự "bùng nổ âm nhạc khủng". Sau đó, có thông báo rằng nhóm sẽ phát hành EP thứ hai của họ, có tựa đề Girls, vào ngày 8 tháng 7. Đây là EP đầu tiên của nhóm kể từ Savage vào tháng 10 năm 2021 và cũng là bản phát hành đầu tiên kể từ bản làm lại năm 2021 của bài hát "Dreams Come True", bản gôc của S.E.S. Girls được phát hành tại Hàn Quốc và Hoa Kỳ bởi cả SM Entertainment và Warner Records, SM Entertainment đã ký kết hợp tác toàn cầu để phân phối nội dung âm nhạc và quảng bá tiếp thị vào đầu năm. Trong một cuộc phỏng vấn với Billboard, Giselle đã nhắc lại rằng Aespa sẽ đến Mỹ để quảng bá cho EP. Bán trước kỹ thuật số và vật lý cho EP đã mở vào ngày 2 tháng 6.
Aespa đã được chọn là nghệ sĩ tháng 6 cho Apple Music Up Next, một chiến dịch toàn cầu chỉ định các nghệ sĩ được mong đợi nhất trong tháng trong số các nghệ sĩ mới trên toàn thế giới. Cùng với việc đặt hàng trước cho Girls, nhóm cũng đã phát hành một bộ phim ngắn cho Up Next. Họ đã phát hành "Illusion" như một bản phát hành trước cho các đợt quảng bá trên các dịch vụ phát trực tuyến âm nhạc khác nhau vào ngày 1 tháng 6 năm 2022. Vào ngày 24 tháng 6, bản tiếng Anh của "Life's Too Short" được phát hành dưới dạng đĩa đơn phát hành trước thứ hai của EP. Nhóm đã ra mắt bài hát trực tiếp tại Liên hoan Âm nhạc và Nghệ thuật Thung lũng Coachella.
Trong một cuộc phỏng vấn với Audacy, Inc., nó đã được tiết lộ rằng việc phát hành Girls đã bị hoãn lại đến ngày 8 tháng 7 so với ngày ban đầu để "dọn đường cho các bài hát của nó được cải tiến nhiều hơn". Vào ngày 24 tháng 6 năm 2022, trong một cuộc phỏng vấn độc quyền với truyền thông Hàn Quốc StarNews, nhóm đã đề cập rằng họ đang tự hỏi liệu "Lingo" hay "Illusion" nên được phát hành dưới dạng đĩa đơn trước khi phát hành. Cuối cùng, các thành viên cảm thấy cái thứ hai phù hợp với concept của album hơn và mang "màu sắc của Aespa".

## Thành phần
Phiên bản tiêu chuẩn của mini album dài khoảng 19 phút, bao gồm 6 bài hát, trong khi bản kỹ thuật số bổ sung thêm các đĩa đơn đã phát hành trước đó của nhóm như là "Black Mamba", "Forever" và "Dreams Come True". Girls có nhiều thể loại khác nhau như dance-pop và pop. Về mặt ca từ, album thảo luận về các chủ đề tình yêu, sự tự tin, tình bạn, liên minh và hơn thế nữa. Kristine Kwak của Rolling Stone lưu ý rằng trong khi "Girls" và "Illusion" gần với âm hưởng tương lai của nhóm hơn, phần còn lại của mini album là một "khía cạnh nhẹ nhàng hơn của các cô gái với chủ đề không quá coi trọng cuộc sống".

### Bài hát
Đĩa đơn chính "Girls" được mô tả là một âm nhạc "đen tối", "nghiền ngẫm", dance, pop và bài hát electropop với "heavy bass synth" và lời bài hát về "Aespa và ae-Aespa có một trận chiến chính thức với Black Mamba [kẻ phản diện]" Nó "trục trặc, quá trình sản xuất điện tử nặng" làm dịu đi trong quá trình bridge, trước khi "trượt vào một sự cố kỹ thuật hấp dẫn" ở đoạn cuối. Ca khúc thứ hai "Illusion" được mô tả là một bản nhạc hip hop, synth-pop "năng lượng cao" điện tử, dance và EDM-trap bài hát với "âm trầm 808 mạnh mẽ và âm thanh bắt tai".  Nó bao gồm các yếu tố Hyperpop, bao gồm "bộ gõ lập dị cho mũ hi và những tiếng bấm điện giống như tranh khắc gỗ". Về mặt ca từ, bài hát được mô tả là mang "màu sắc riêng của Aespa", chẳng hạn như "so sánh mong muốn quyến rũ và nuốt chửng đối thủ của một con yêu tinh lửa".
Ca khúc thứ ba "Lingo" được mô tả là một nhạc nhảy đồng quê và dance-pop bài hát với "sự quyến rũ ngược kết hợp bass và trống năng lượng", harmonica "Wild West-worthy" và tạ bò. Ca khúc tôn vinh "mối quan hệ đặc biệt và duy nhất giữa những người bạn thân thiết", được thể hiện qua phép ẩn dụ của một biệt ngữ được chia sẻ. Ca khúc thứ tư "Life's Too Short" là một bài hát nhạc pop có nhịp độ trung bình, pop nhẹ nhàng và pop bubblegum với "đoạn riff guitar điện bắt tai" và "giọng hát sáng, thoáng và đầy hy vọng". Lời của bài hát thể hiện "khát vọng tích cực để tận hưởng cuộc sống một lần trong đời như mong muốn mà không phải hối tiếc". Ca khúc cuối cùng "ICU" là một bản ballad acoustic "nhẹ nhàng" và "êm dịu" có một cây đàn guitar dân gian "hài hòa" và những dây "tinh tế". Nó mang đến một thông điệp nhấn mạnh tầm quan trọng của việc "đảm bảo lùi lại một bước và nghỉ ngơi giữa những khoảng thời gian bận rộn".

## Đánh giá chuyên môn
| Đánh giá chuyên môn | Đánh giá chuyên môn |
| Điểm trung bình     | Điểm trung bình     |
| Nguồn               | Đánh giá            |
| ------------------- | ------------------- |
| Metacritic          | 78/100              |
| Nguồn đánh giá      |                     |
| Nguồn               | Đánh giá            |
| AllMusic            | [ 1 ]               |
| Beats Per Minute    | 77/100              |
| Clash               | 7/10                |
| NME                 | [ 25 ]              |
| Rolling Stone       | [ 2 ]               |

Sau khi phát hành, Girls đã nhận được phản hồi tích cực từ các nhà phê bình âm nhạc, những người ca ngợi Aespa đã khen ngợi năng lượng, tính nhất quán và sự đa dạng của nó. Trên Metacritic, chỉ định điểm chuẩn hóa 100 cho xếp hạng từ các ấn phẩm, album đã nhận được điểm trung bình là 78 dựa trên 5 bài đánh giá, cho thấy "các bài đánh giá thường thuận lợi".
Trong bài đánh giá bốn sao trong số năm bài đánh giá cho Rolling Stone, Kristine Kwak nói rằng nó "bao gồm tất cả mọi thứ mà người ta có thể muốn từ một bản thu Aespa" từ nhịp điệu synth nặng và giọng hát mạnh mẽ "xuyên thấu" đến hình ảnh "không cho bạn lấy một giây chớp mắt". Viết cho AllMusic, Neil Z. Yeung đã cho Girls điểm 4 trên 5, với lý do đây là một "người sắc sảo và năng nổ hơn hầu hết các nghệ sĩ cùng thời". Yeung nói thêm rằng EP là "chín bài hát, có đủ sự đa dạng và năng lượng để khiến nó trở thành một bài nghe hấp dẫn và không thể cưỡng lại được". Đối với Beats Per Minute, Chase McMullen đã đánh giá album này là 77/100, hoan nghênh rằng album "làm đúng như ý của nó, trong đúng khoảng thời gian cần thiết để làm được điều đó". Rhian Daly của NME đã xếp hạng ba sao cho album, chỉ ra rằng: "Tuy nhiên, nếu 'Girls' là một sự trả giá cho vị thế siêu sao, đôi khi nó quá an toàn." Nhà phê bình Robin Murray của Clash đã viết rằng album "thể hiện sự tiến bộ của aespa với tư cách là nghệ sĩ" và "nó đã củng cố ý định sáng tạo của nhóm đồng thời minh họa khả năng của họ trong việc sở hữu các khái niệm khác".

## Diễn biến thương mại
Vào ngày 9 tháng 6 năm 2022, đơn đặt hàng trước cho Girls đã vượt qua một triệu bản, một tuần sau khi thông báo, vượt qua mức cao nhất trong sự nghiệp trước đó của Aespa là 401.000 đơn đặt hàng trước cho Savage. Đơn đặt hàng trước đã vượt quá 1.610.000 đơn vị một ngày trước khi phát hành, con số cao nhất đối với một album của nhóm nhạc nữ trong K-pop. Album ra mắt ở vị trí số một trên Circle Album Charts, bán được 1.426.487 bản trong tuần thứ 28 của năm 2022. Trong tuần đầu tiên phát hành, có thông tin cho rằng Girls đã bán được hơn một triệu bản trên Hanteo Chart, vượt mốc do Blackpink The Album đặt ra vào tháng 10 năm 2020. Girls đã được chứng nhận triệu bản bởi Hiệp hội Nội dung Âm nhạc Hàn Quốc (KMCA). Tại Nhật Bản, nó ra mắt ở vị trí thứ 3 trên Bảng xếp hạng album kỹ thuật số của Oricon và ở vị trí thứ 2 trên bảng xếp hạng Billboard Japan Hot Albums.
Girls ra mắt ở vị trí thứ ba trên Billboard 200 của Hoa Kỳ với 56.000 đơn vị album tương đương, trong đó có 53.000 đơn vị bán album thuần túy, trở thành album bán chạy nhất trong tuần. Đây là album đầu tiên trong top 10 của Aespa tại Mỹ. Ở châu Âu, album xuất hiện trên 200 Album Ultratop Flanders của Bỉ, 50 Album hàng đầu của Phần Lan, 40 Album hàng đầu của Hungary, 20 Album vật lý hàng đầu của Thụy Điển, Top 50 Album của Ba Lan, Top 100 Album của Pháp, Album Quốc tế của Croatia và Bảng xếp hạng Downloads Album của Vương quốc Anh.

## Danh sách bài hát
| Danh sach bài hát của Girls | Danh sach bài hát của Girls                                                               | Danh sach bài hát của Girls             | Danh sach bài hát của Girls                                                                                                  | Danh sach bài hát của Girls                              | Danh sach bài hát của Girls |
| STT                         | Nhan đề                                                                                   | Phổ lời                                 | Phổ nhạc | Phối khí                                                 | Thời lượng                  |
| --------------------------- | ----------------------------------------------------------------------------------------- | --------------------------------------- | --- | -------------------------------------------------------- | --------------------------- |
| 1.                          | "Girls"                                                                                   | Yoo Young-jin                           | Ryan S. Jhun Hanif Sabzevari (Hitmanic) Dennis "DeKo" Kordnejad (Hitmanic) Rodnae "Chikk" Bell Pontus PJ Ljung Yoo Young-jin | Ryan S. Jhun Hitmanic Pontus "PJ" Ljung Yoo Young-jin    | 4:00                        |
| 2.                          | "Illusion" (tiếng Hàn: 도깨비불; Romaja: Dokkaebibul; dịch nghĩa đen: "Will-o'-the-wisp") | Lee Thor (Lalala Studio)                | G'harah "PK" Degeddingseze Patricia Battani                                                                                  | G'harah "PK" Degeddingseze Patricia Battani Steve Octave | 3:15                        |
| 3.                          | "Lingo"                                                                                   | Song Chae-ri (Joombas)                  | Alma Goodman Gabriella Grombacher Christina Galligan Lisa "Lixa" Hickox                                                      | Lixa                                                     | 2:36                        |
| 4.                          | "Life's Too Short"                                                                        | Jang Jeong-won                          | Becky Hill Sam Klempner Uzoechi Emenike                                                                                      | Sam Klempner                                             | 2:58                        |
| 5.                          | "ICU" (tiếng Hàn: 쉬어가도 돼; Romaja: Swieogado dwae; dịch nghĩa đen: "You Can Rest")    | Bae Hye-jin (Joombas)                   | Ryan S. Jhun Josh Cumbee Nisha Asnani                                                                                        | Ryan S. Jhun Josh Cumbee                                 | 3:41                        |
| 6.                          | "Life's Too Short" (bản Tiếng Anh)                                                        | Becky Hill Sam Klempner Uzoechi Emenike | Becky Hill Sam Klempner Uzoechi Emenike                                                                                      | Sam Klempner                                             | 2:58                        |
| Tổng thời lượng:            | Tổng thời lượng:                                                                          | Tổng thời lượng:                        | Tổng thời lượng: | Tổng thời lượng:                                         | 19:28                       |

| Girls – Bản kỹ thuật số | Girls – Bản kỹ thuật số                             | Girls – Bản kỹ thuật số | Girls – Bản kỹ thuật số                                                                         | Girls – Bản kỹ thuật số                | Girls – Bản kỹ thuật số |
| STT                     | Nhan đề                                             | Phổ lời                 | Phổ nhạc                                                                                        | Biên khúc                              | Thời lượng              |
| ----------------------- | --------------------------------------------------- | ----------------------- | ----------------------------------------------------------------------------------------------- | -------------------------------------- | ----------------------- |
| 7.                      | "Black Mamba"                                       | Yoo Young-jin           | Omega Ella Isaacson Gabriela Geneva (Niiva) Jordan Reyes Shaun Lopez Scott Chesak Yoo Young-jin | Omega Reyes Lopez Chesak Yoo Young-jin | 2:54                    |
| 8.                      | "Forever" (약속; Yaksok; dịch nghĩa đen: "Promise") | Yoo Young-jin           | Yoo Young-jin                                                                                   | Yoo Young-jin                          | 4:58                    |
| 9.                      | "Dreams Come True"                                  | Bada Yoo Young-jin BoA  | Yoo Young-jin BoA Risto Armas Asikainen                                                         | Yoo Young-jin BoA Shaun Kim BXN        | 3:24                    |
| Tổng thời lượng:        | Tổng thời lượng:                                    | Tổng thời lượng:        | Tổng thời lượng:                                                                                | Tổng thời lượng:                       | 30:44                   |

| Girls — Bản nhạc phim cho Apple Music Up Next | Girls — Bản nhạc phim cho Apple Music Up Next | Girls — Bản nhạc phim cho Apple Music Up Next |
| STT                                           | Nhan đề                                       | Thời lượng                                    |
| --------------------------------------------- | --------------------------------------------- | --------------------------------------------- |
| 10.                                           | "Up Next: Aespa"                              | 4:09                                          |
| Tổng thời lượng:                              | Tổng thời lượng:                              | 34:53                                         |

## Bảng xếp hạng
| Bảng xếp hạng (2022)                     | Thứ hạng |
| ---------------------------------------- | -------- |
| Album Úc (ARIA)                          | 55       |
| Album Bỉ (Ultratop Vlaanderen)           | 89       |
| Album Croatia (HDU)                      | 2        |
| Album Phần Lan (Suomen virallinen lista) | 6        |
| Album Pháp (SNEP)                        | 79       |
| Album Hungaria (MAHASZ)                  | 4        |
| Album Nhật Bản (Oricon)                  | 3        |
| Japan Combined Albums (Oricon)           | 3        |
| Japan Hot Albums (Billboard Japan)       | 2        |
| Album Ba Lan (ZPAV)                      | 40       |
| Album Hàn Quốc (Circle)                  | 1        |
| Album Thuỵ Điển (Sverigetopplistan)      | 7        |
| Album Anh Quốc Digital (OCC)             | 67       |
| Hoa Kỳ Billboard 200                     | 3        |
| US World Albums (Billboard)              | 1        |

| Bảng xếp hạng (2022)    | Thứ hạng |
| ----------------------- | -------- |
| Album Nhật Bản (Oricon) | 9        |
| Album Hàn Quốc (Circle) | 1        |

## Chứng nhận và doanh số
| Quốc gia        | Chứng nhận | Số đơn vị/doanh số chứng nhận |
| --------------- | ---------- | ----------------------------- |
| Nhật Bản        | —          | 65,555                        |
| Hàn Quốc (KMCA) | Triệu      | 1,799,123                     |

## Lịch sử phát hành
| Quốc gia/Khu vực | Ngày               | Định dạng                                 | Hãng đĩa  | Nguồn  |
| ---------------- | ------------------ | ----------------------------------------- | --------- | ------ |
| Toàn quốc        | 8 tháng 7 năm 2022 | CD Tải kỹ thuật số truyền phát trưc tuyến | SM Warner | [ 54 ] |